# Главный Звёздный
«Главный Звёздный» — советский рисованный мультипликационный фильм студии «Союзмультфильм» 1965 года, созданный режиссёром Романом Давыдовым по сценарию Генриха Сапгира. Фильм рассказывает, как об истории астрономии и стремлении людей к звёздам, так и о мечтах и прогнозах на будущее. Впоследствии на основе мультфильма была выпущена одноимённая детская книга в серии «Фильм-сказка» и чуть позже версия на английском языке.

## Сюжет
Мальчишка, играя в смелого путешественника, поинтересовался у старшего брата, кто «самый главный звёздный человек». Тот предложил с помощью «волшебного» велосипедного колеса отправиться в путешествие по эпохам и самостоятельно узнать ответ на вопрос. Посетив различные времена — от покорителей космоса недалёкого будущего до астрономов седого прошлого — и проследив, как накапливались знания о звёздах, братья пришли к выводу, что все люди «главные».

## Создатели
- Авторы сценария — Генрих Сапгир, Геннадий Цыферов
- Режиссёр — Роман Давыдов
- Художник — Александр Винокуров
- Оператор — Екатерина Ризо
- Композитор — Эдисон Денисов
- Звукооператор — Георгий Мартынюк
- Редактор — Аркадий Снесарев
- Художники: Владимир Зарубин, Виталий Бобров, Игорь Подгорский, Виктор Шевков, Борис Бутаков, Владимир Арбеков, Виктор Арсентьев, Сергей Дёжкин, Александр Давыдов, Анатолий Солин, Пётр Коробаев (в титрах Карабаев)
- Роли озвучивали: Валентина Сперантова, Александра Назарова, Ростислав Плятт, Владимир Кенигсон, Георгий Георгиу, Степан Бубнов, Николай Александрович, Олег Табаков, Лев Любецкий, Борис Баташёв (в титрах Б. Баташов)
- Монтажёр — Любовь Георгиева
- Ассистенты: Нина Орлова, Николай Ерыкалов
- Директор картины — Анна Зорина